# بارسلوش
بارسلوش (Barcelos) یکی از شهرهای کشور پرتغال است.

## ورزش
شهر بارسلوش داری یک تیم فوتبال به نام باشگاه فوتبال ژیل ویسنته است ؛ که هم اکنون علی علیپور در آن تیم بازی می‌کند.
این شهر دارای یک استادیوم فوتبال به نام اشتادیو سیداد دِ بارسلوش (ورزشگاه شهر بارسلوش) است که محل بازی های خانگی تیم فوتبال ژیل ویسنته است.